# Mistrzostwa Europy w Boksie 1947
VII Mistrzostwa Europy w Boksie (mężczyzn) odbyły się w dniach 12–17 maja 1947 w Dublinie (Irlandia). Startowało 105 uczestników z 16 państw, w tym ośmiu reprezentantów Polski. Walczono w 8 kategoriach wagowych.

## Medaliści

### Waga musza
| Złoto                   | Srebro                | Brąz                              |
| ----------------------- | --------------------- | --------------------------------- |
| Luis Martínez Hiszpania | James Clinton Szkocja | František Majdloch Czechosłowacja |

### Waga kogucia
| Złoto               | Srebro               | Brąz                    |
| ------------------- | -------------------- | ----------------------- |
| László Bogács Węgry | Bertil Ahlin Szwecja | Albert Sanderson Anglia |

### Waga piórkowa
| Złoto                | Srebro                 | Brąz                 |
| -------------------- | ---------------------- | -------------------- |
| Kurt Kreuger Szwecja | Peter Maguire Irlandia | Jules van Dyk Belgia |

### Waga lekka
| Złoto                 | Srebro              | Brąz            |
| --------------------- | ------------------- | --------------- |
| Joseph Vissers Belgia | Roger Baour Francja | Svend Wad Dania |

### Waga półśrednia
| Złoto            | Srebro                | Brąz                   |
| ---------------- | --------------------- | ---------------------- |
| John Ryan Anglia | Charles Humez Francja | Giuseppe Facchi Włochy |

### Waga średnia
| Złoto                       | Srebro            | Brąz                        |
| --------------------------- | ----------------- | --------------------------- |
| Aimé-Joseph Escudie Francja | Wally Thom Anglia | Július Torma Czechosłowacja |

### Waga półciężka
| Złoto                        | Srebro               | Brąz                 |
| ---------------------------- | -------------------- | -------------------- |
| Hennie Quentemeijer Holandia | Léon Nowiasz Francja | Vital L’Hoste Belgia |

### Waga ciężka
| Złoto                    | Srebro                | Brąz                   |
| ------------------------ | --------------------- | ---------------------- |
| Gerry Ó Colmáin Irlandia | George Scriven Anglia | Giulio Bastiani Włochy |

## Występy Polaków
- Zygmunt Malak (waga musza) przegrał pierwszą walkę w ćwierćfinale z Józsefem Bednaiem (Węgry)
- Maksymilian Grzywocz (waga kogucia) przegrał pierwszą walkę w eliminacjach z Halitem Ergönülem (Turcja)
- Aleksy Antkiewicz (waga piórkowa) wygrał w eliminacjach z Jozefem Holovicem (Czechosłowacja), a w ćwierćfinale przegrał z Kurtem Kreugerem (Szwecja)
- Zygmunt Chychła (waga lekka) wygrał w eliminacjach z Henrym Darbym (Anglia), a w ćwierćfinale przegrał z Svendem Wadem (Dania)
- Jerzy Trzęsowski (waga półśrednia) przegrał pierwszą walkę w eliminacjach z Paavo Ramanenem (Finlandia)
- Antoni Kolczyński (waga średnia) wygrał w eliminacjach z Mickiem McKeonem (Irlandia), a w ćwierćfinale przegrał z Aimé-Joseph Escudie (Francja)
- Franciszek Szymura (waga półciężka) wygrał w eliminacjach z Gregorio Rodriguezem (Hiszpania), a w ćwierćfinale przegrał z Vitalem L’Hoste’em (Belgia)
- Jan Klimecki (waga ciężka) wygrał w eliminacjach z Arne Sundinem (Szwecja), a w ćwierćfinale przegrał z George’em Scrivenem (Anglia)